# Mitch Kupchak
Mitchell « Mitch » Kupchak (né le 24 mai 1954 à Hicksville, État de New York) est un ancien joueur américain de basket-ball, et l'ancien manager général des Lakers de Los Angeles, poste auquel il avait succédé en l'an 2000 à Jerry West. Depuis 2018, il est le manager général des Hornets de Charlotte.

## Joueur
En tant que joueur, il décroche l'or olympique aux Jeux olympiques d'été de 1976 à Montréal.
Il est choisi par les Bullets de Washington lors de la Draft 1976 de la NBA et a été nommé dans la All-Rookie team. Kupchak a joué quatre saisons aux Lakers de 1981-1982 à 1985-1986 (il a été absent de la saison 1983-1983, en raison d'une blessure au genou).

## Dirigeant
En tant que general manager des Lakers, il obtient le transfert de Karl Malone et Gary Payton, ainsi que celui de Shaquille O'Neal vers le Miami Heat contre Lamar Odom, Caron Butler et Brian Grant. À l'intersaison 2005, Caron Butler et Chucky Atkins ont été échangés contre l'ancien numéro 1 de la draft, Kwame Brown. O'Neal a remporté un nouveau titre NBA en 2006 avec Miami, alors que Butler est devenu All-Star l'année suivant son transfert. L'année suivante en 2006, il signe deux agents libres, l'ailier Vladimir Radmanović et l'arrière Shammond Williams. Il a par ailleurs aussi signé Isaiah Rider et Dennis Rodman. Il a aussi réalisé le meilleur trade des années 2000 en obtenant Pau Gasol qui était auparavant à Memphis contre le décevant Kwane Brown et Vladimir Radmanovic. Gasol deviendra lors des années suivantes l'un des meilleurs ailiers-forts de la ligue et de l'histoire des Los Angeles Lakers en remportant plusieurs titres NBA avec les Lakers de Kobe Bryant avec qui il formait le meilleur duo intérieur-extérieur de la ligue et des Lakers depuis le duo Kobe Bryant-Shaquille O'Neal des années 2000.